# Fosse scaphoïde
La fosse scaphoïde (ou fossette scaphoïde) est une petite dépression ovale peu profonde située au-dessus de la fosse ptérygoïde du processus ptérygoïde.
C'est le point d'origine du muscle tenseur du voile du palais.